# 中場利一
中場 利一（なかば りいち、1959年4月3日 - ）は、日本の作家。大阪府岸和田市出身。血液型O型。本名の読み方はなかば としかず。

## 経歴
工業高校を中退。『本の雑誌』（本の雑誌社）の読者投稿欄への投稿がきっかけで、1994年、自伝的小説『岸和田少年愚連隊』でデビュー。
その他の作品に「岸和田少年愚連隊・血煙り純情編」などがある。 
『岸和田少年愚連隊 血煙り純情篇』などの映画・ビデオ化作品に出演している。

## 著作

### 小説

#### 岸和田少年愚連隊シリーズ
- 岸和田少年愚連隊 本の雑誌社、1994 のち幻冬舎文庫、講談社文庫、集英社文庫
- 岸和田少年愚連隊 血煙り純情篇 本の雑誌社、1995 のち講談社文庫、集英社文庫
- 岸和田少年愚連隊 望郷篇 本の雑誌社、1998 のち講談社文庫、集英社文庫
- 岸和田少年愚連隊 外伝 本の雑誌社、1999 のち集英社文庫
- 愚連 : 岸和田のカオルちゃん 講談社 1999 のち『岸和田のカオルちゃん』講談社文庫、集英社文庫
- 岸和田少年愚連隊 完結篇 本の雑誌社、2002 のち講談社文庫、集英社文庫
- リョーコ 角川書店 2003 のち文庫
- 純情ぴかれすく その後の岸和田少年愚連隊 本の雑誌社、2005 のち講談社文庫、集英社文庫
- 岸和田の血 本の雑誌社 2009
- 岸和田少年愚連隊 不死鳥篇 カオルちゃーん!! 光文社 2016

#### シリーズ外小説
- えんちゃん : 岸和田純情暴れ恋 マガジンハウス 2000 のち角川文庫
- 野山課長の空白 幻冬舎 2000
- バラガキ 講談社 2000 のち『バラガキ : 土方歳三青春譜』講談社文庫
- スピン・キッズ 徳間書店 2001 のち文庫
- スケバンのいた頃 講談社 2002 のち講談社文庫
- Nothing 光文社 2004 のち文庫
- ノーサラリーマン・ノークライ 幻冬舎 2004 のち文庫
- ミスター・シープ ノーサラリーマン・ノークライ2 幻冬舎 2006 のち文庫
- シックスポケッツ・チルドレン 集英社 2007 のち文庫
- 黒猫 : 沖田総司の死線 朝日新聞出版 2009
- 走れ!ビスコ 幻冬舎 2009
- 走らんかい! : 岸和田だんじりグラフィティ 集英社 2010
- あなた明日の朝お話があります 光文社 2010
- 雨の背中 光文社 2011　のち文庫
- ロケンロール空心町 本の雑誌社 2012
- 離婚男子 光文社 2013　のち文庫
- それぞれの風の物語 　光文社 2022

### エッセイ
- どつきどづかれ : 岸和田ケンカ青春記 徳間書店 1998
- 一生、遊んで暮らしたい 角川書店 1998 のち文庫
- ドン! 本の雑誌社 1999 のち『さあ、きょうからマジメになるぞ!』角川文庫
- 話はわっしょれ～ 本の雑誌社 2002
- 昔々あるところに… ぴあ 2006
- ほたら、一丁。本の雑誌社 2008
- この子オレの子! 本の雑誌社 2014

## 出演
- 岸和田少年愚連隊 血煙り純情篇（1997年） - イサミちゃん
- 岸和田少年愚連隊 望郷（1998年） - 港の男
- 岸和田少年愚連隊 野球団 ＜岸和田少年野球団＞（2000年） - 喫茶店のマスター
- 岸和田少年愚連隊 カオルちゃん最強伝説 EPISODE I（2001年） - イサミ ※特別出演

## その他
- 半パン・デイズ 重松清 講談社、2002 文庫版解説 - 重松清がこの作品を書く際に手本にしたのが、「岸和田少年愚連隊」だという。[3]